# Schleifmühle (Feuchtwangen)
Schleifmühle (anhörenⓘ) war ein Gemeindeteil der Stadt Feuchtwangen im Landkreis Feuchtwangen (Mittelfranken, Bayern). Schleifmühle lag in der Gemarkung Feuchtwangen.

## Geografie
Die Einöde lag 0,7 km südlich von Feuchtwangen auf einer Höhe von 448 m ü. NHN. Im Westen lag der Schleifweiher, der den Schleifbach speiste, der 0,3 km weiter östlich als rechter Zufluss in die Sulzach mündet.

## Geschichte
Schleifmühle lag im Fraischbezirk des ansbachischen Oberamtes Feuchtwangen. Die Mahlmühle hatte das Stadtvogteiamt Feuchtwangen als Grundherrn. Von 1797 bis 1808 unterstand der Ort dem Justiz- und Kammeramt Feuchtwangen.
Mit dem Gemeindeedikt (frühes 19. Jahrhundert) wurde Schleifmühle dem Steuerdistrikt und der Munizipalgemeinde Feuchtwangen zugeordnet. Bei der Vergabe der Hausnummern erhielt sie die Nr. 203. Schleifmühle war nach Feuchtwangen gepfarrt und gehörte zum Schulsprengel Feuchtwangen. Nach 1888 wurde Schleifmühle in den amtlichen Verzeichnissen nicht mehr aufgeführt. 1968 wurde das Gebäude abgerissen. Heute befindet sich an der Stelle die Neubausiedlung Schleifmühlweg. Der Schleifweiher wird als Freibad genutzt.

## Einwohnerentwicklung
| Jahr      | 001818 | 001836 | 001840 | 001861 | 001871 | 001885 |
| Einwohner | 6      | 12     | 12     | *      | 3      | 4      |
| Häuser    | 1      | 1      | 1      |        |        | 1      |
| Quelle    | [ 9 ]  | [ 10 ] | [ 11 ] | [ 12 ] | [ 13 ] | [ 6 ]  |

## Weblink
- Schleifmühle in der Ortsdatenbank des bavarikon, abgerufen am 19. August 2021.